# Iridomyrmex humiloides
Iridomyrmex humiloides é uma espécie de formiga do gênero Iridomyrmex.